# Nico Braun
Nicolas Jean Paul Braun (ur. 26 października 1950 w Luksemburgu) – luksemburski piłkarz grający na pozycji napastnika.

## Kariera
Karierę seniorską rozpoczął w klubie ze swojego rodzinnego miasta, Union Sportive. W 1971 roku odszedł do niemieckiego klubu Schalke 04 Gelsenkirchen. Występował w nim przez dwa sezony. W latach 1973–1978 był zawodnikiem francuskiego FC Metz. W 1978 roku został zawodnikiem Royal Charleroi, zaś w 1980 roku trzecioligowego Thionville FC. W 1985 roku zakończył karierę w Union Sportive.

## Kariera reprezentacyjna
W reprezentacji Luksemburga zadebiutował 16 kwietnia 1970 w meczu przeciwko Francji (3:1 dla Francuzów), rozegranym w Paryżu. W kadrze narodowej wystąpił w 28 spotkaniach, w których zdobył 6 bramek. Ostatnim meczem w barwach Luksemburga, w którym zagrał, była konfrontacja z Urugwajem (0:1).